# Sarugaku
El sarugaku (猿 楽, literalment "música de mico"), o sangaku, va ser una forma de teatre popular al Japó dels segles XI al XIV. Deriva del sangaku, una forma d’espectacle que s’acosta al circ modern i que comprèn principalment acrobàcies, malabars, pantomima i, de vegades, danses amb daiko.
Sarugaku va passar de la Xina al Japó al segle VIII i es van barrejar amb tradicions locals, incloses les celebracions del dengaku a la collita. Al segle xi, el gènere va començar a incorporar actes còmics a mesura que van desaparèixer altres elements. Cap a finals del segle XII, el terme sarugaku va arribar a denotar diàlegs divertits basats en jocs de paraules (toben), danses de grups còmics improvisats (rambu), peces curtes interpretades per uns quants actors i arranjaments musicals inspirats en les tradicions de la cort. Al segle xiii va tenir lloc una evolució general cap a una codificació de les paraules, els gestos i la música, així com l’ordre del programa. També es va adoptar un sistema de gremis (za), que va ser l'origen de totes les escoles Noh contemporànies. Kyōgen també deriva de sarugaku.
Va ser particularment significatiu el desenvolupament de les tropes sarugaku a Yamato, al voltant de les ciutats de Nara i Kyoto durant el període Kamakura i el començament del període Muromachi. La companyia nô-sarugaku Yuzaki, dirigida per Kan'ami, va donar un espectacle especialment el 1374 davant del jove shogun Ashikaga Yoshimitsu, l'èxit del qual li va assegurar la protecció del shogunat i va permetre que aquesta forma artística sortís permanentment de les boires del seu passat plebeu. A partir d’aquest moment, el terme sarugaku va cedir en nomenclatura ordinària al del noh.
El terme japonès sarugaku també s’utilitza en altres contextos per parlar d’una feina o professió que sembla menystenir l'empleat o tractar-lo com un objecte d’entreteniment més que com un professional.